# 巴巴·维什尼娅

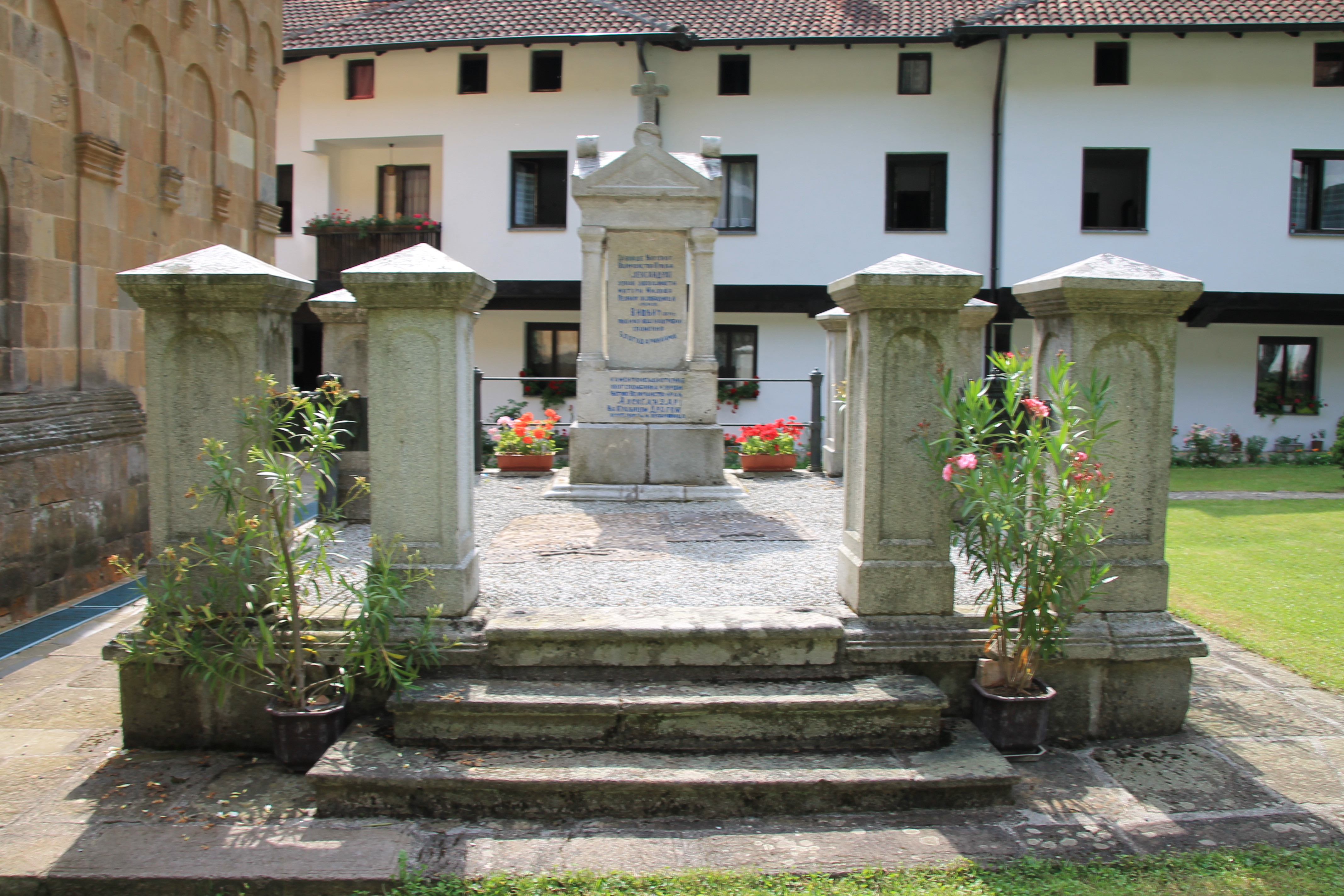
巴巴·維什尼婭之墓

巴巴·维什尼娅是塞尔维亚公国初代大公米洛斯·歐布雷諾維奇一世的母亲，因此被视作歐布雷諾維奇王朝的始祖。1900年1月1日，贝尔格莱德当局用巴巴·维什尼娅的名字命名了城内一条街道。